# نوربرت مساروس
نوربرت مساروس (بالمجرية: Mészáros Norbert)‏ هو لاعب كرة قدم مجري في مركز الدفاع، ولد في 19 أغسطس 1980 في Pápa ‏ في المجر. شارك مع منتخب المجر لكرة القدم. أما مع النوادي، فقد لعب مع إنيرجي كوتبوس ونادي دبرتسني ونادي دوناويفاروش.

## وصلات خارجية
- نوربرت مساروس على موقع قاعدة بيانات كرة القدم.إي يو (الإنجليزية)
- نوربرت مساروس على موقع ناشيونال فوتبول تيمز (الإنجليزية)
- نوربرت مساروس على موقع Soccerway.com (الإنجليزية)
- نوربرت مساروس على موقع عالم كرة القدم.نت (الإنجليزية)